# Evangeličanska cerkev, Bodonci
Evangeličanska cerkev je v evangeličanski cerkveni občini Bodonci in v Občini Puconci.

## Zgodovina
Predhodnici današnje cerkve sta bili dve. Obe sta stali na bodonskem hribu. Prva je bila lesena in 12. junija 1792 jo je dal v upravljanje evangeličanom grof Peter Szapary.
Drugo - zidano, z zvonikom so dokončali leta 1800. Gradbena dela je vodil Sámuel Leitner iz madžarskega Kermendina (Körmend).
Renovirali so jo leta 1860 in tako prenovljeno je 21. oktobra 1860 blagoslovil superintendent Maté Haubner. V njej
je bila zadnja božja služba 3. aprila 1899, ker se je cerkvena občina odločila za gradnjo nove.

## Sedanja cerkev
Z gradnjo so začeli 20. aprila 1899 in sicer z lastnim delom, končana je bila 10. decembra istega leta, ko jo je blagoslovil škof Ferenc Gyurátz.
Načrt za cerkev je naredil arhitekt Daniel Placotta iz Budimpešte. V notranjosti je tloris podoben srednjeveškim bazilikam. Ima eno glavno in dve stranski ladji. Na osmih stebrih je obokan opečni strop kupolaste oblike. Kor (balkon) je ne le ob orglah, ampak tudi nad obema stranskima ladjama. Zunaj so po sredini razdeljena visoka okna, ki so zgoraj zaokrožena. Oltar je lesen, izdelal  pa ga je mizarski mojster Ferencz Kuras iz Radgone. Oltarska slika (olje na platno) je delo neznanega avtorja, predstavlja pa Jezusa na Oljski gori. Nad oltarjem je lesena prižnica s streho. Enomanualne orgle so mehanske, 9-registrske, kupljene leta 1872 in dokončno obnovljene leta 1990.